# Római katakombák
A római katakombák (olasz: Catacombe di Roma) földalatti temetkezési helyek Olaszországban; egy részük egykori travertino illetve természetes cementbányák hosszú, mély alagútjai. 
Több mint negyven római katakomba ismert, és néhányat csak az elmúlt évtizedekben fedeztek fel. A katakombák összhossza mintegy 150 km. Közülük az ókeresztény földalatti temetők és menedékhelyek a leghíresebbek, amelyek külön katakombákban, vagy akár egymással összekapcsolva vannak. 
A 2. századtól kezdve Róma összes vallásának hívei temetkeztek katakombákban elsősorban a túlzsúfoltság és a helyhiány miatt. 
Az etruszkok, mint sok más európai nép is, földalatti kamrákban temetkeztek. Az eredeti római szokás az elhamvasztás volt, amely után a maradványokat egy edényben vagy urnában helyezték el. A korai keresztények temetkezési szokásai azonban némileg eltértek ettől a gyakorlattól, és a feltámadás reménye miatt nem hamvasztották el a halottaikat, hanem inkább eltemették őket. A keresztények titkos összejöveteli helynek használták a katakombákat, amelyek egyben temetkezési célt is szolgáltak.

## Etimológia
A katakombák a többes számban álló latin catacumbæ (catacumbae) szóból ered, mégpedig a cata tumbas (a sírok között), kifejezésből, eredetileg az ógörög κατα (lenn) illetve τυμβος (sír) szavakból. Ez föld alatti helyet jelöl. Eredeti nevük pedig coemeterium volt; amely a görög koimétérion (=nyugvóhely) szóból származtatható, és olyan temetőt jelöl, amely lehet a felszínen vagy a föld alatt.
Az adott katakombákat egyes szentekről vagy az illető terület tulajdonosának neve után nevezték el. 

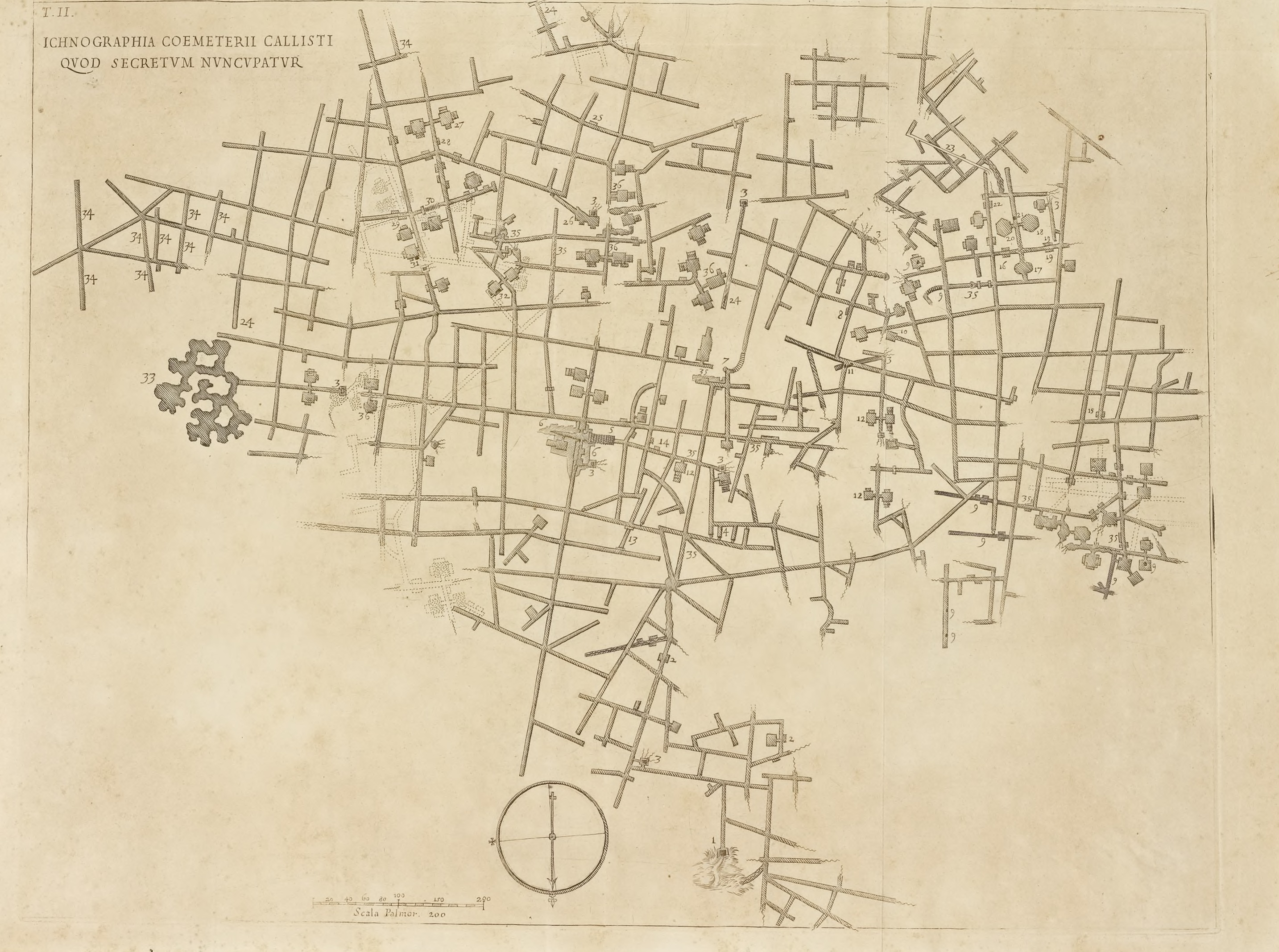
A mintegy 20 km hosszú Szt-Kallixtusz katakombáinak térképe egy 18. századi szerzőtől

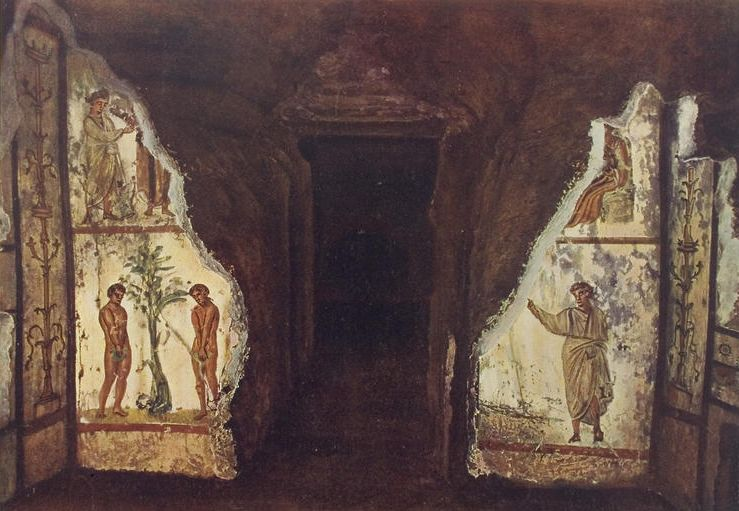
Festmény a Szent Marcell és Szt. Péter-katakombában (Catacombe dei Santi Marcellino e Pietro)

## Keresztény katakombák

### Történelem
Az első században a római keresztények nem rendelkeztek saját temetőkkel. Ha földet birtokoltak, eltemették a rokonokat ott, különben a közös temetőkre szorítkoztak, ahol a pogányokat temették el. A keresztény közösségek idővel egyre inkább ragaszkodtak ahhoz, hogy halottaikat közös helyen, „megszentelt földbe” temessék el. Ezért a 2. század első felétől a különböző támogatások és adományok eredményeképp megvásároltak bizonyos nagyságú földterületet a temetőjük számára. Mivel földi javakkal nem nagyon rendelkeztek (→ anyagi lemondás), viszont számuk gyorsan gyarapodott, először vízszintes rétegben, szorosan egymás mellé helyezték el a koporsókat, majd tárnákat építettek, s több szint mélységben, különféle rétegekben szűk utcákat képezve, a holttestet jobbról és balról ezekben hosszában helyezték el, ahol a halottak számára félkör alakú üreget (arkoszólium) vájtak, melynek alján egy alkalmas mélyedés volt, melyet a test behelyezése után kőlap fedett le vagy pedig elfalazták. Ezután ráerősítették a meghalt személyre vonatkozó személyes adatokat tartalmazó kőtáblát. (A talált kőfeliratok ma egész folyosókat töltenek be a lateráni múzeumban.).

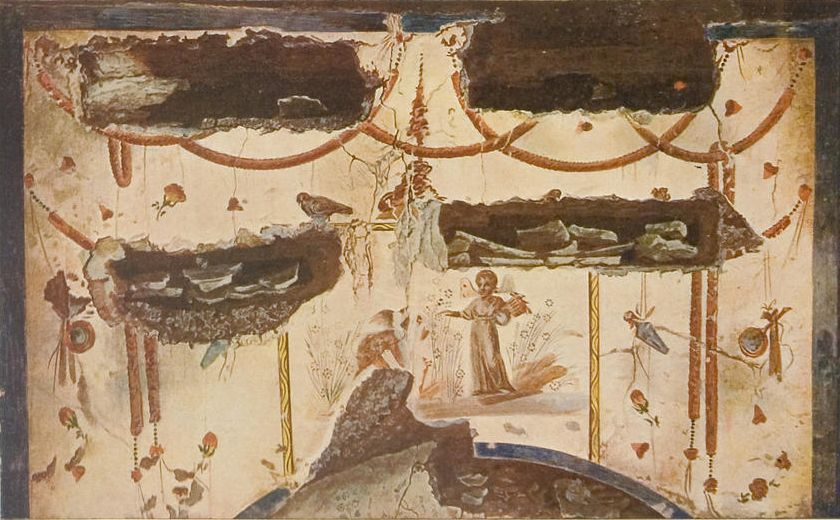
Festmény a Domitilla-katakombában

A katakombák létezéséről a hatóságok természetesen hivatalosan is tudtak, a telkek tulajdonjogát nyilvántartották, a föld kitermelését sem lehetett titokban tartani, ezért nem igazak azok a mondák, amelyek a katakombák rejtelmességéről szólnak. Ahogy telt az idő, a katakombák egyre nagyobbak lettek. A nagyobb méretűek 250 után keletkeztek. Bár a katakombák alkalmasak voltak istentisztelet tartására, a rendes istentiszteletek helye azonban - még az üldözések idején is - általában a városban, nagyobb magánházakban volt.
A 313-as milánói ediktum kibocsátása után, amelyben I. Constantinus császár biztosította a szabad vallásgyakorlatot, a keresztények elhagyták a katakombákat. Amikor a barbárok (gótok, longobárdok) betörtek Itáliába és megtámadták Rómát, megsemmisítettek sok műemléket, beleértve a katakombákat is. Részben a barbárok támadásainak volt köszönhető, hogy a mártírok, szentek, pápák földi maradványainak nagy részét a városfalakon belüli bazilikákba szállították át, továbbá a felvirágzó szentek és ereklyék tisztelete miatt Itália számos pontjára kerültek. A középkorra a katakombák zöme elhagyatottá vált és nagy részük feledésbe is merült. Csak három katakomba maradt még ismert; ezek közül az egyik a Szent Sebestyén (San Sebastiano) volt, ahol a hagyomány alapján egykor Péter és Pál apostol maradványait őrizték (3-4. sz.), ezért fontos zarándokhellyé vált.
A 16. században munkások leszakadtak a Priscilla-katakombába, ezután kutatni kezdték a föld alatti üregeket. A katakombák régészeti feltárása Antonio Bosio (1575-1629) nevéhez köthető, aki a  "földalatti Róma Kolumbusza" nevet kapta. A 19. században a katakombák, különösen a Szent Callixtus  szisztematikus feltárását Giovanni Battista de Rossi (1822-1894) vezette, aki a keresztény archeológia atyjának tekinthető. A ma ismert katakombák nagy részét ő tárta fel.
A 21. században amikor lézeres technikával eltávolították a falakra rakódott vastag koromrétegeket, ismét jól láthatóvá váltak az antik időkben keletkezett feliratok és falfestmények, amelyek között új, eddig láthatatlan freskókat is felfedeztek.

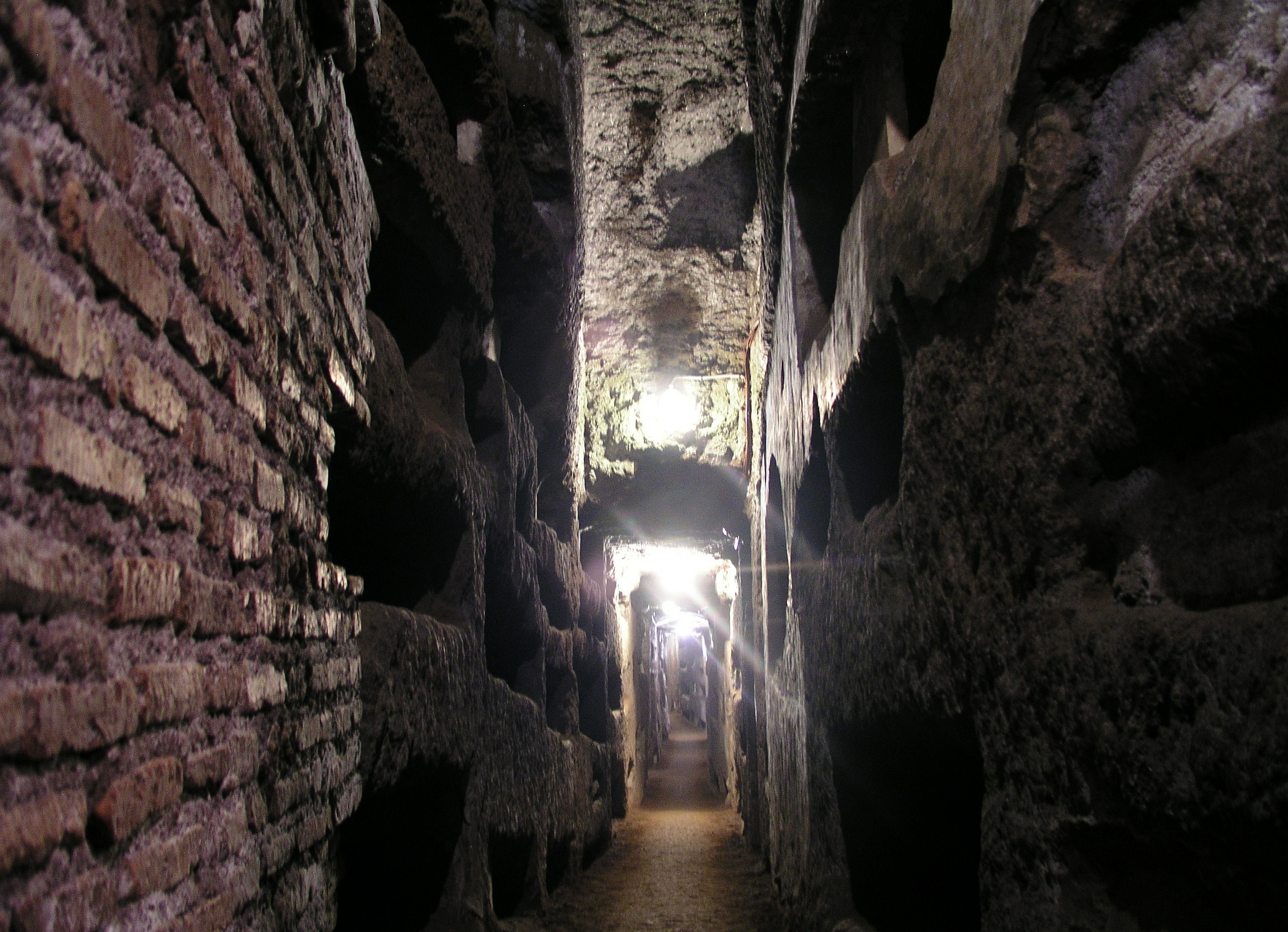
A Domitilla-katakomba

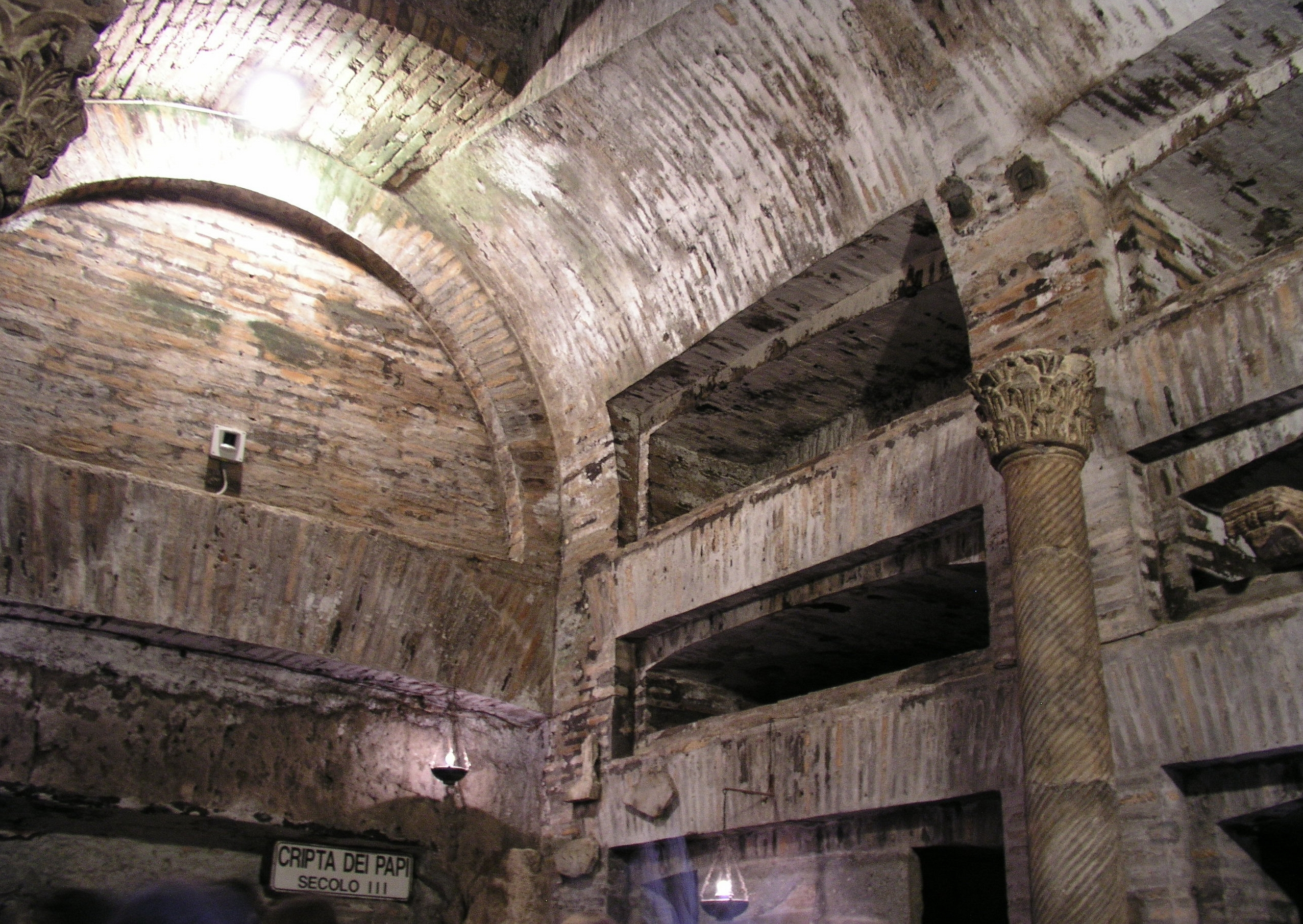
A Callixtus-katakombában az. ún. Pápák kriptája

### Főbb katakombák

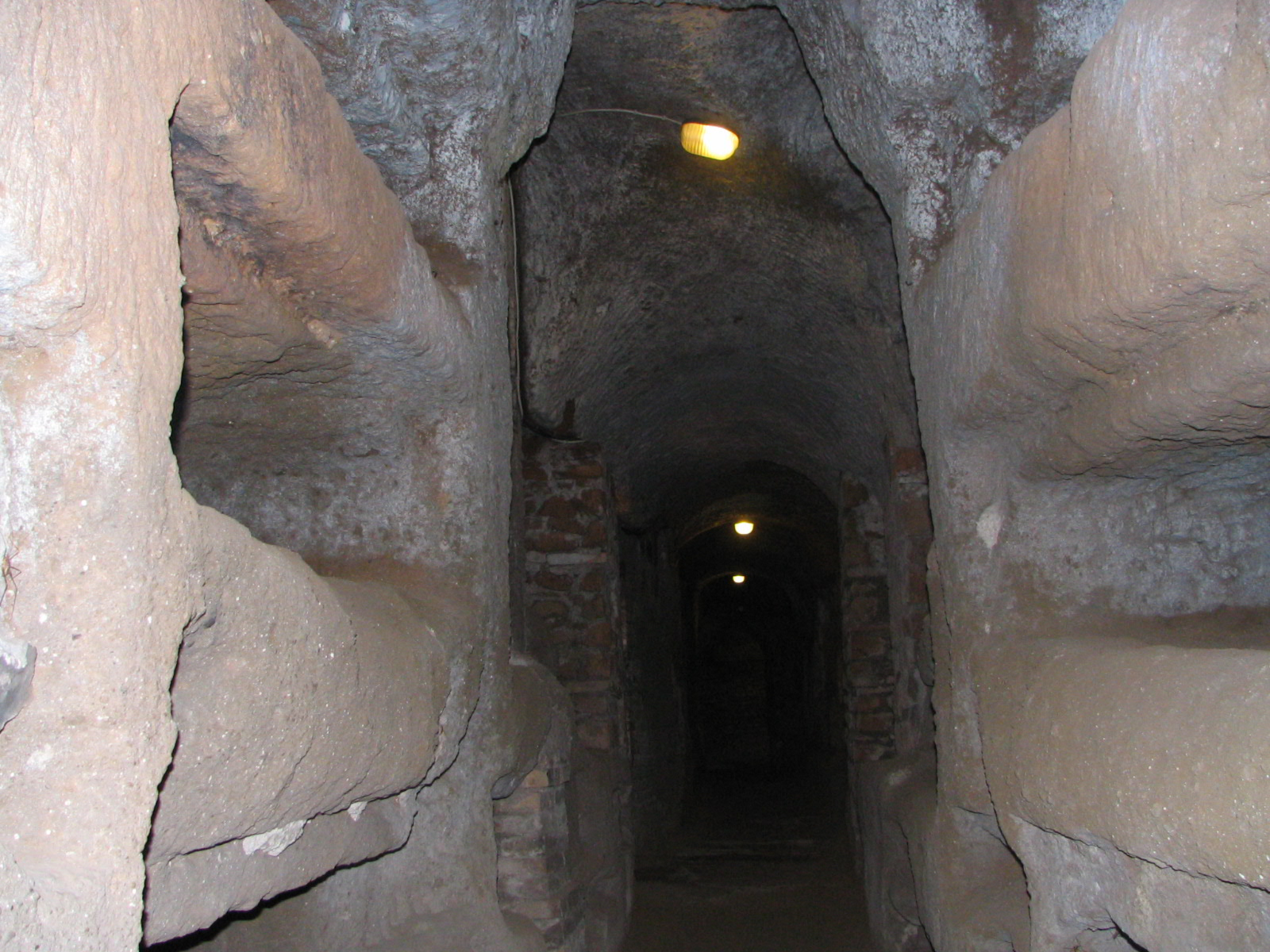
A Callixtus-katakomba

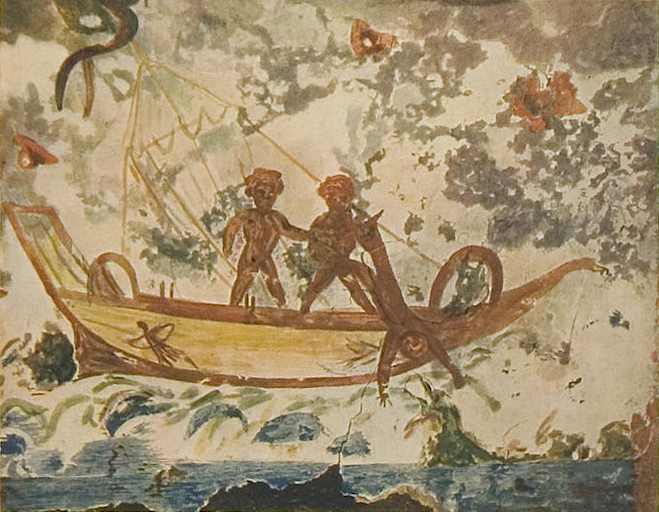
A Priscilla-katakomba Jónást a vízbe vetik jelenete

A legismertebb katakombák a Szent Kallixtus (San Callisto), a Szent Sebestyén (San Sebastiano) és a Szent Domitilla (San Domitilla), az ókorban épített híres út, a Via Appia mentén, továbbá ezektől távolabb, a Via Salaria-n a Priscilla-katakomba (Catacombe di Priscilla). A négy közül a Szt. Callixtus az egyik leghosszabb és legfontosabb.
Szent Kallixtus katakombái (Catacombe di San Callisto) 
Közel 20 km hosszan kanyarog a föld alatt és az archeológusok mintegy félmillió ember sírját fedezték fel. A folyosókat III. Kallixtusz építtette ki azzal a céllal, hogy itt legyen Róma püspökeinek a hivatalos temetkezési helye. A katakombák négy egymás fölötti szinten oszlanak el. A szépen dekorált ún. Pápák kriptájában a kereszténység első századainak több római püspöke nyugszik: Pontiánusz, Lucius, Eutichianus és II. Sixtus "pápák" érdekes feliratos emlékezéseit olvashatjuk itt. A mártírhalált halt ifjú keresztény Cecíliának (akinek a testét itt találták meg) dedikált Szent Cecília kriptát 7. és 8. századi freskók díszítik. A nekropolisz legősibb szakaszában (2. század) Halak és az Eucharistia szimbólumainak festményeit láthatjuk.
Szent Sebestyén katakombái (Catacombe di San Sebastiano) 
A hagyomány alapján itt őrizték a 3-4. között Péter és Pál apostol maradványait. Ennek emlékére épült föléje 340 körül az Apostolok Bazilikája nevű templom. Miután az apostolok maradványait elszállították, a templom az alatta lévő temetőben nyugvó Szent Sebestyén nevét kapta. Ez lett a középkor óta a zarándokok tömege által felkeresett hét templom egyike. A templom alatti katakombák négy egymás fölötti szinten helyezkednek el. Az első szinten találjuk a részben megsemmisült, rideg kápolnát, San Filippo Neri egykori imahelyét. A másodikon nyílik Szent Sebestyén kriptája, aki egy testőrtiszt volt és Diocletianus császár keresztényüldözéseinek idején halt vértanúhalált. A kriptából egy folyosón másik három, az 1. századból származó dekorációkkal és stukkózással ellátott sírhely érhető még el.
Szent Domitilla katakombái (Catacombe di Domitilla) 
Domitilla tágas katakombái a hagyomány szerint a Domitianus által kivégeztetett Flavius Clementis feleségének (vagy unokahúgának) tulajdonát képező egyszerű családi temetkezési helyből alakultak. A katakombák belsejében találjuk Szent Nereus és Achilleus bazilikájának maradványait; az apszis mögötti sírkamra falán látható a Szent Petronellához könyörgő elhunyt Veneranda freskója. A bazilika közelében nyílik a Flavius Aureliusok temetkezési helye. A katakomba egy másik szakaszában a homoním szoborról Jó Pásztornak nevezett helyiség boltozatát a 2. századból fennmaradt festmények díszítik. Végül a katakombák egyik későbbről származó részében gabonapiaci jeleneteket és a mindennapi élet eseményeit megörökítő freskókat láthatunk (3-4. század).
Priscilla-katakomba (Catacombe di Priscilla) 
Róma központjától ÉK-re, a Via Salaria-n található. 
Három szintből áll: egy felszíni keresztény temető; az első földalatti szinten a 2. századból való sírok, majd a legalsó szinten 3-4. századi folyosórendszer.

## Zsidó katakombák
Hat zsidó katakomba ismert Rómában, ebből kettő van nyitva a nyilvánosság előtt: 
- Vigna Randanini (wd) (Via Appia)
- Villa Torlonia (wd) (Via Nomentana)

## A katakombák listája
A római katakombák listája földrajzi elhelyezkedésük alapján:
Via Aurelia
- Catacomba di San Pancrazio
- Catacomba di Calepodio
- Catacomba dei due Felici

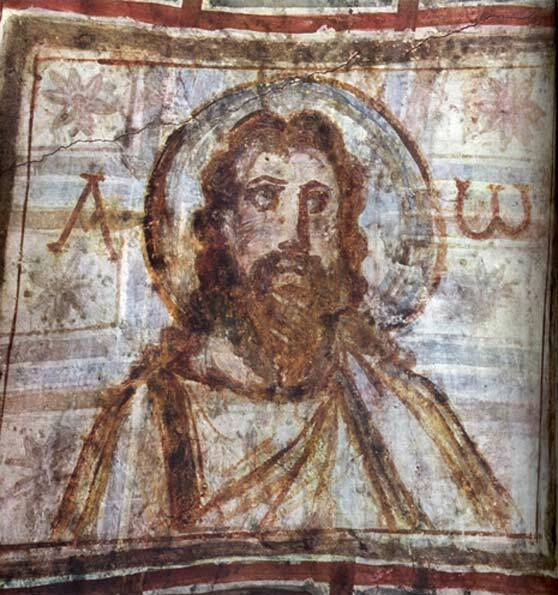
A Commodila-katakomba Krisztus ábrázolása

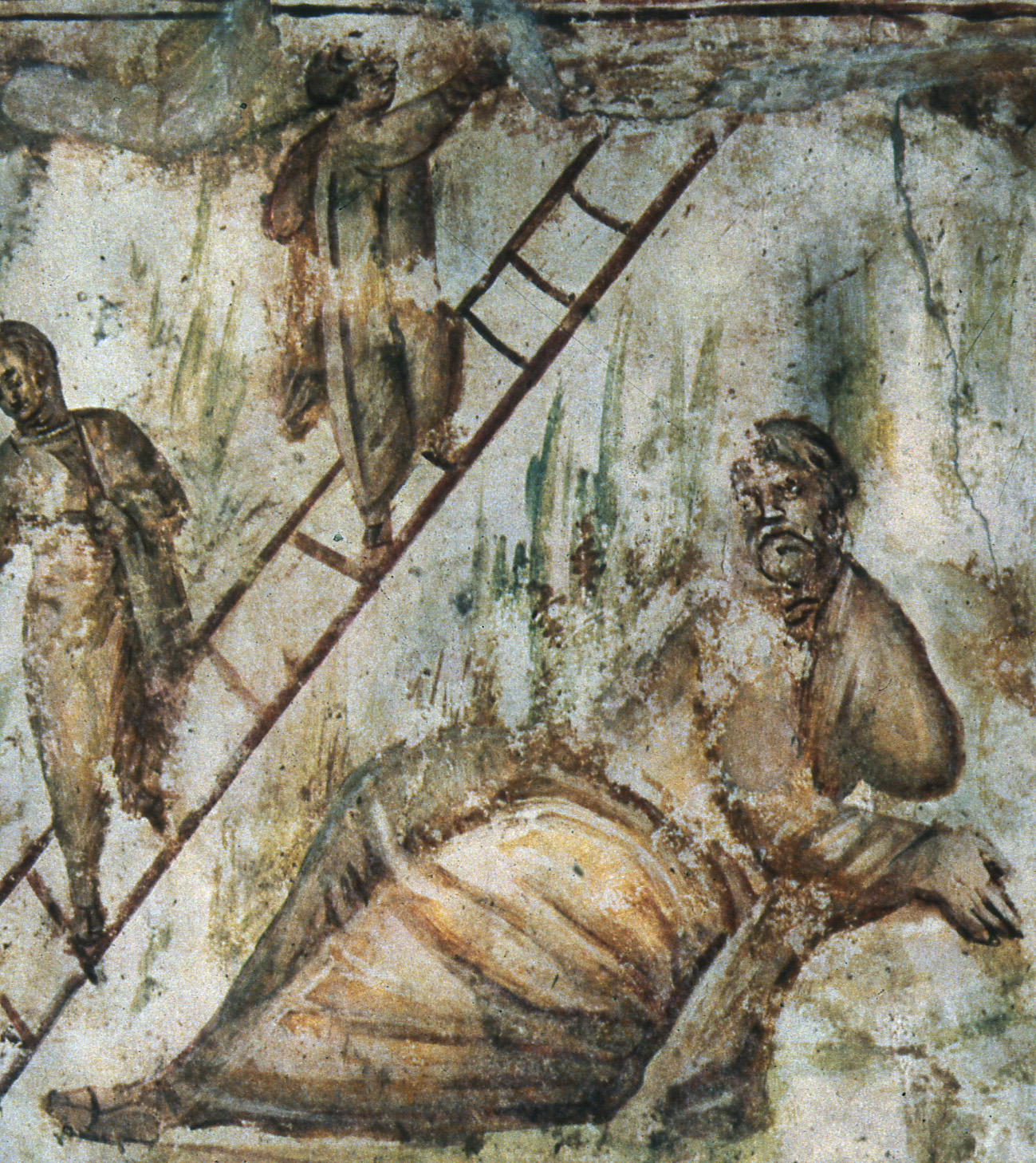
Jákob létrája a Via Latina egyik katakombájában

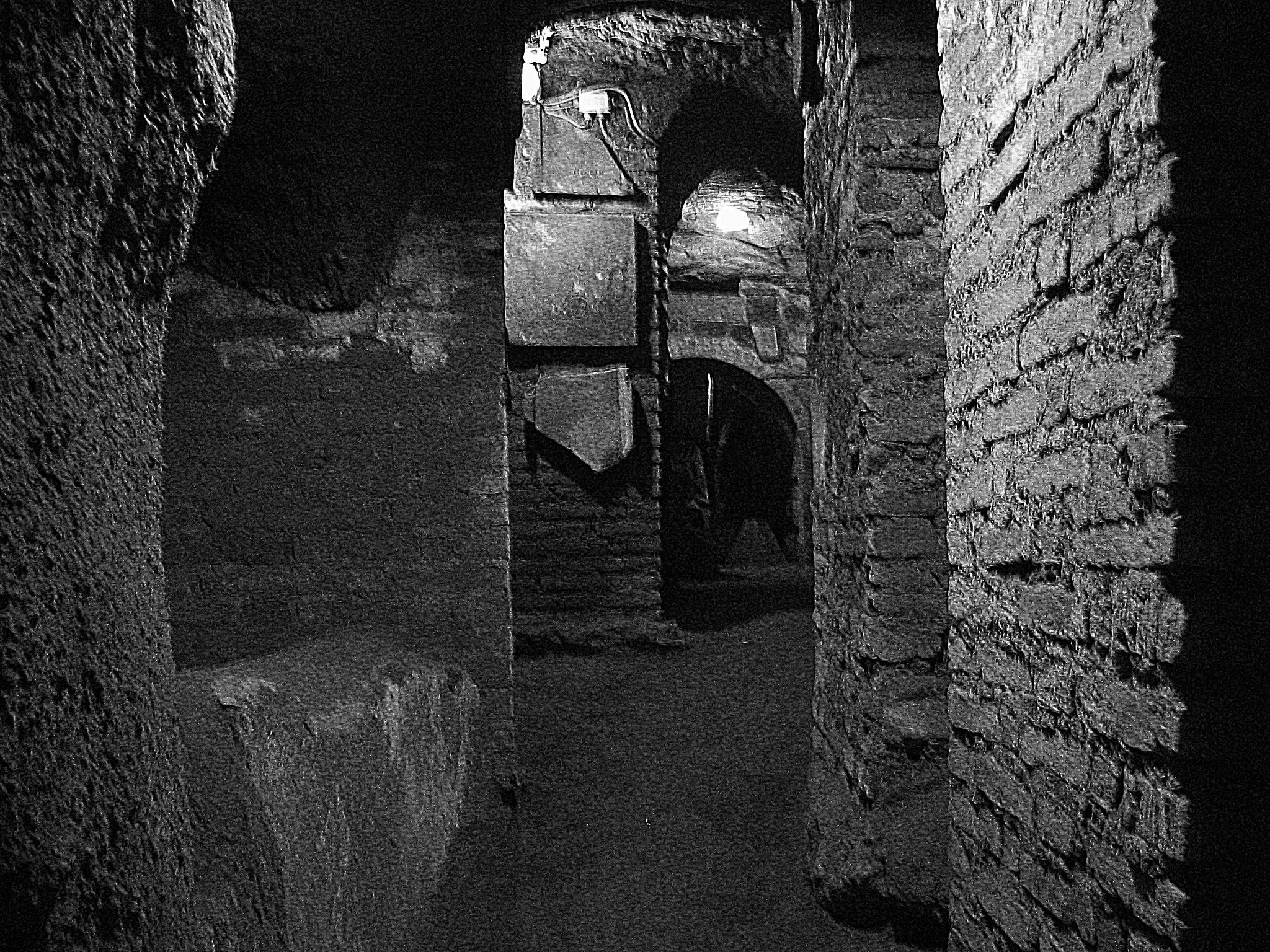
A Szent Sebestyén-katakomba

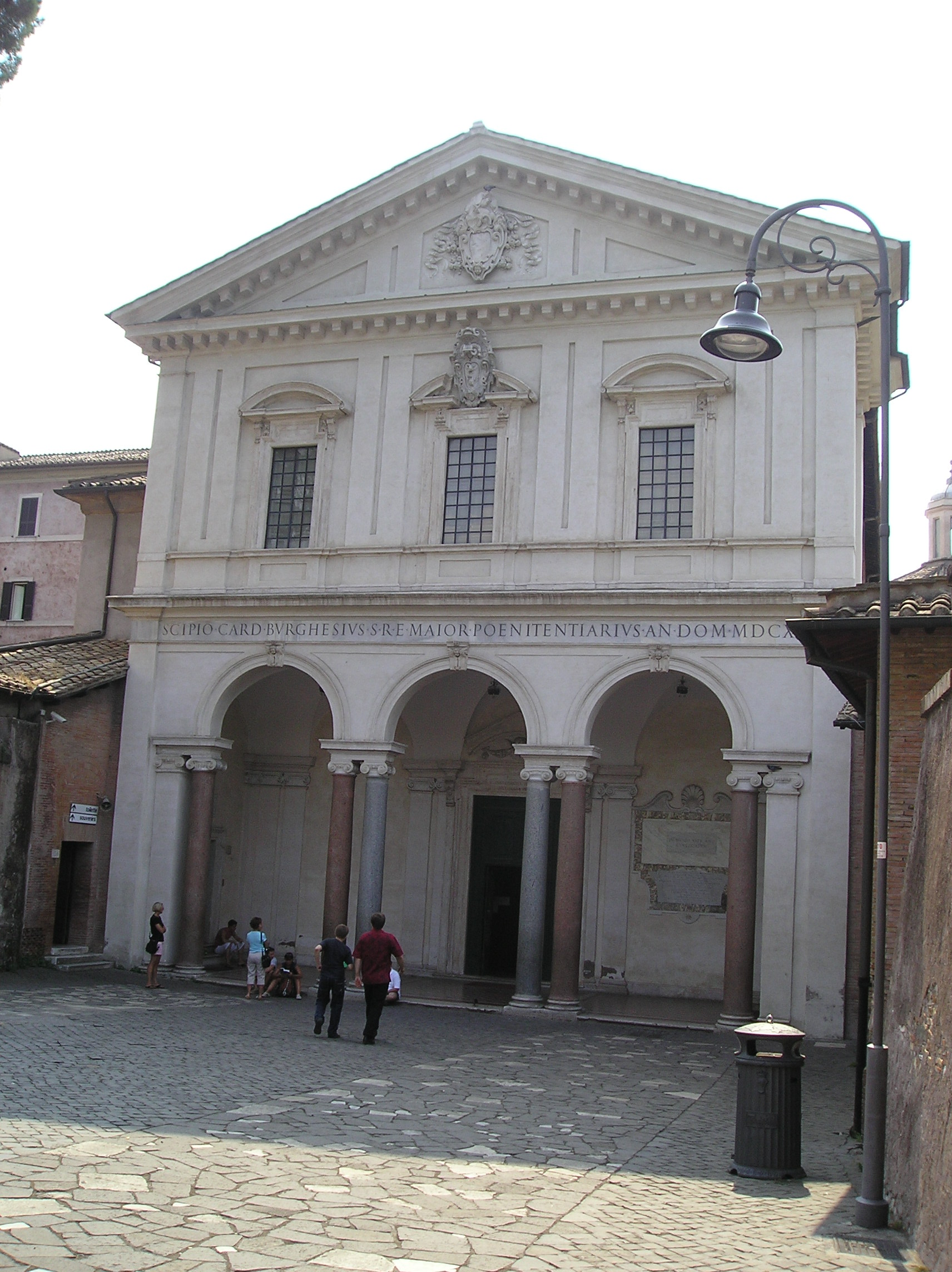
A Szent Sebestyén-katakombák bejárata (föléje templom épült)

- Catacomba dei Santi Processo e Martiniano

Via Portuense
- Catacomba di Ponziano
- Catacombe di Generosa

Via Ostiense
- Tomba di san Paolo
- Tomba di san Timoteo
- Catacombe di Commodilla
- Catacomba di Santa Tecla

Via Ardeatina
- Catacomba dei Santi Marco e Marcelliano (o di Basileo)
- Catacombe di Domitilla (Szent Domitilla)
- Catacomba della Nunziatella
- Catacomba di Balbina

Via Appia
- Catacombe di San Callisto (Szent Callixtus)
- Catacombe di Pretestato (Praetextatus)
- Catacombe di San Sebastiano (Szent Sebestyén)
- Ipogeo di Vibia
- Catacombe di Vigna Randanini

Via Latina
- Catacomba dei Santi Gordiano ed Epimaco
- Catacomba di Aproniano
- Ipogeo di via Dino Compagni
- Ipogeo di Trebio Giusto

Via Labicana
- Catacombe dei Santi Marcellino e Pietro
- Catacombe di San Zotico
- Ipogeo degli Aureli (catacomba gnostica)
- Catacomba di San Castulo

Via Tiburtina
- Catacomba di San Lorenzo (o di Ciriaca)
- Catacomba di Novaziano
- Catacomba di Sant'Ippolito
- Catacomba di Santa Sinforosa (oggi nel territorio di Tivoli)

Via Nomentana
- Catacomba di San Nicomede
- Catacomba di Sant'Agnese
- Catacomba maggiore
- Catacombe di sant'Alessandro
- Catacombe di Villa Torlonia

Via Salaria nova
- Catacombe di Santa Felicita
- Catacomba di Trasone
- Catacomba di Sant'Ilaria
- Catacomba dei Giordani
- Catacombe di Priscilla
- Catacombe di via Anapo

Via Salaria vetus
- Catacomba di San Panfilo
- Catacomba di Sant'Ermete (o di Bassilla)
- Ipogeo di via Livenza
- Catacomba ad clivum Cucumeris

Via Flaminia
- Catacomba di San Valentino

## Keresztény szimbólumok
- A jó pásztor, egy bárány Krisztus attribútumaival és a Szentlélekkel, amely a bárányt óvja. Ez a szimbólum gyakran szerepel falra festve, vagy domborművű változata szarkofágokon.
- Az orante, imádkozó alak, aki az ég felé tárja karjait, ezzel szimbolizálva az Istennel való egység, egyesülés misztikumát.
- Krisztus monogramjának ábrázolása, amely a görög ábécé X/chi/ és P/ro/ betűkből állt. Mikor ez a monogram volt látható egy sírkövön, az azt jelentette, hogy oda egy keresztény van eltemetve.
- A hal, amely a görögben IXTHYS (Ikhthüsz), és a betűkből a Jézus Krisztus, Isten Fia, a Megváltó szöveg kezdőbetűi olvashatók ki. A hal széles körben elterjedt keresztény szimbólum, összefoglalása a keresztény hitnek.
- A galamb, a csőrében olajfa ággal a Szentlélek szimbóluma, és az isteni békéé.
- Az alfa és az omega, a görög ábécé első és utolsó betűje, amely Krisztust jelképezi, aki minden dolgok kezdete és vége.
- A vasmacska, a megváltás jelképe, a léleké, amelyik az örökkévalóság révébe ér.
- A főnix, ókori mitikus madár, amely elég, de a hamuból feltámad, és ezért a feltámadás szimbóluma

### Fordítás
- Ez a szócikk részben vagy egészben  a   Catacombe di Roma című olasz Wikipédia-szócikk ezen változatának fordításán alapul.  Az eredeti cikk szerkesztőit annak laptörténete sorolja fel. Ez a jelzés csupán a megfogalmazás eredetét és a szerzői jogokat jelzi, nem szolgál a cikkben szereplő információk forrásmegjelöléseként.
- Ez a szócikk részben vagy egészben  a   Catacombs_of_Rome című angol Wikipédia-szócikk fordításán alapul.  Az eredeti cikk szerkesztőit annak laptörténete sorolja fel. Ez a jelzés csupán a megfogalmazás eredetét és a szerzői jogokat jelzi, nem szolgál a cikkben szereplő információk forrásmegjelöléseként.

### Külső hivatkozások
- Jocelyn Toynbee, Death and Burial in the Roman World, JHU Press, 1996, (angolul)
- Catacombe di Roma